# Frank Reichert
Ne doit pas être confondu avec Frank Reicher.
Pour les articles homonymes, voir Reichert.
Frank Reichert, né le 28 novembre 1942 à Paris et mort le 23 novembre 2018 à Eaubonne, est un écrivain français. Il se fait connaître dans les années 1980 pour ses activités de scénariste de bande dessinée (sous le pseudonyme Frank) et depuis actif comme traducteur, principalement depuis l'anglais américain, en particulier d'œuvres de science-fiction, 
Ses scénarios de bande dessinée, publiés entre 1979 et 1989, se déroulent à l'époque contemporaine, souvent sur fond de trame policière. Ses principaux collaborateurs ont été Golo, dont il fut le scénariste attitré durant quelques années, et Edmond Baudoin alors au début de sa carrière. Reichert a également traduit plusieurs séries célèbres (Peanuts, Calvin et Hobbes, Franka, etc.).